# ستيفانيا تركويش
كانت ستيفانيا تركويتش-لوكيانوفيتش (بالإنجليزية: Stefania Turkewich-Lukianovych)‏ (25 أبريل 1898 - 8 أبريل 1977) مؤلفة موسيقية وعازفة بيانو وعالمة موسيقى أوكرانية، معترف بها كأول ملحنات أوكرانية. تم حظر أعمالها في أوكرانيا من قبل السوفييت.

## طفولة
ولدت ستيفانيا في لفيف بالنمسا والمجر. كان جدها (Lev Turkevich) ووالدها (Ivan Turkevich) قسيسين. كانت والدتها صوفيا كورموشيف (Кормошів) عازفة بيانو ودرست مع كارول ميكولي وفيليم كورتس، ورافقت أيضًا الشاب سولوميا كروشيلنيتسكا. عزف ستيفانيا على البيانو والقيثارة والهرمونيوم. فيما بعد، تذكرت الملحن طفولتها وحبها للموسيقى:
كانت أمي في قلب كل شيء، وهي تعزف على البيانو الرائع. عندما كنت طفلة، أحببت كثيرًا الاستماع إلى مسرحيتها. ثم بدأنا أوركسترا صالون في منزلنا. عزفنا هكذا: أبي على الباس... أمي تعزف على البيانو، (Льоньо) ليونيو على التشيلو، أنا على الأرغن، (Марійка і Зенко) ماريكا وزينكو... على الكمان. أنشأ الأب جوقة عائلية أيضًا. كانت هذه خطواتنا الأولى في عالم الموسيقى. الأب لم يبخل بالمال أو يختلق الأعذار عندما يتعلق الأمر بحياتنا الموسيقية.

## التراكيب

### الأعمال السمفونية
- السمفونيات لا. 1، 1937
- السمفونية رقم 2 أ، 1952
- السمفونية رقم 2 ب، الإصدار الثاني
- سينفونيتا، 1956
- ثلاث اسكتشات سمفونية، 3 يوليو 1975
- القصيدة السمفونية «لا فيتا»
- سمفونية الفضاء، 1972
- جناح الأوركسترا ذات السلسلة المزدوجة
- الخيال للأوركسترا ذات السلسلة المزدوجة

### الباليه
- الفتاة ذات الأيدي الذابلة - بريستول، 1957
- العقد
- فيسنا (ربيع، باليه الأطفال)، 1934-1935
- مافكا (حورية الغابة، باليه الأطفال)، 1964-1967، بلفاست
- الفزاعة، 1976

### أوبرا
- مافكا - استنادًا إلى أغنية الغابة ليسيا أوكرانكا (غير مكتمل)

### أوبرا للأطفال
- القيصر أوك أو قلب أوكسانا، 1960
- الشاب الشيطان
- قطعة أرض نباتية (1969)

### عمل كورالي
- القداس، 1919
- المزمور لشيبتسكي
- قبل المعركة
- ثلاثية
- تهليل (آه، بلا قطة) 1946

### غرفة الموسيقى
- سوناتا للكمان والبيانو، 1935
- الرباعية الوترية، 1960 - 1970
- تريو للكمان والفيولا والتشيلو من 1960 حتى 1970
- الرباعية على 2 كمان فيولا وتشيلو بيانو 1960 - 1970
- ثلاثي للفلوت، الكلارينيت، الباسون 1972

### بيانو
- اختلافات حول موضوع أوكراني، 1932
- خيال. جناح البيانو مع الموضوعات الأوكرانية، 1940
- مرتجلة، 1962
- غروتسك، 1964
- ماونتن سويت 1966 - 1968
- دورة قطع الأطفال، 1936-1946
- التراتيل الأوكرانية وتراتيل عيد الميلاد
- أخبار جيدة
- عيد الميلاد مع مهرج، 1971

### أعمال أخرى
- القلب - صوت منفرد مع الأوركسترا
- لوريلي - الراوي، هارمونيوم وبيانو 1919 - كلمات ليسيا أوكرانكا
- مي 1912
- مواضيع الأغاني الشعبية
- ساحة الاستقلال - قطعة بيانو
- أغنية لمكي للصوت والاوتار

## وصلات خارجية
- ستيفانيا تركيش: غاليسيون الأول | أغاني الفن
- "الملك أوه" أو قلب أوكسانا
- فيلم عن ستيفانيا تركيش
- العرض العالمي الأول لسمفونية ستيفانيا تركيش الأولى
- ثلاثة اسكتشات سيمفونية - العرض العالمي الأول
- حفلة مكرسة للذكرى الـ 120 لميلاد ستيفانيا تركويش
- العرض الأول. أوبرا ستيفانيا تركويش-لوكيانوفيتش "قلب أوكسانا"